# Rue de l'Union (Nantes)
Pour les articles homonymes, voir Rue de l'Union.
La rue de l'Union est une voie de Nantes, en France qui débouche sur le château des ducs de Bretagne.

## Situation et accès
Située dans le centre-ville de Nantes, la rue de l'Union, qui relie la rue des États, devant le château, à la rue de Strasbourg. Elle est bitumée, ouverte à la circulation automobile, et ne rencontre aucune autre voie.

## Origine du nom
Selon Édouard Pied, le nom de la rue pourrait rappeler le traité d'union de la Bretagne à la France, ou encore de la Ligue, également appelée « Sainte-Union ».

## Historique
Le couvent des Jacobins est installé en 1228, à l'origine dans les bâtiments de l'« ancienne monnaie », à l'est de la place du Bouffay. Le couvent et son église sont détruits par un incendie en 1410. Une nouvelle église est achevée en 1413, et est dotée d'une façade à l'est qui n'est achevée qu'en 1688.
Après avoir été appelée « rue des Bonnes-Sœurs », elle prend le nom de « rue de l'Union », et longe par l'église sur l'intégralité de son côté sud.
Le 25 mai 1800, la poudrière située dans la « tour des Espagnols » du château des ducs explose. La rue de l'Union, est l'une des voies touchées, six maisons y sont endommagées.
Le couvent est démantelé au cours du XIXe siècle. Lors de la Révolution, les religieux sont expulsés. L'église, utilisée à d'autres fins puis désaffectée, est coupée en deux pour permettre le percement de la rue de Strasbourg en 1868, qui sépare également la rue de l'Union en deux ; seule la partie est conservera ce nom, l'extrémité ouest étant rattachée à la rue de l'Emery.
Le bâtiment situé à l'angle nord formé avec la rue de Strasbourg est inauguré en mai 1869. Il abrite alors la Caisse d'épargne, dont les bureaux étaient précédemment installés rue du Moulin, dans un immeuble dressé au niveau de l'actuel « parking Decré/Bouffay », au sud de l'actuel site de l'École supérieure des beaux-arts de Nantes Métropole.